# Ельмар Боррманн
Ельмар Боррманн (нім. Elmar Borrmann, нар. 18 січня 1957) — німецький фехтувальник на шпагах,  дворазовий олімпійський чемпіон (1984 та 1992 роки), срібний (1988 рік) призер Олімпійських ігор, триразовий чемпіон світу.

## Виступи на Олімпіадах
| Олімпіада         | Дисципліна          | Місце |
| ----------------- | ------------------- | ----- |
| Лос-Анджелес 1984 | індивідуальна шпага | 6     |
| Лос-Анджелес 1984 | командна шпага      | 1     |
| Сеул 1988         | командна шпага      | 2     |
| Барселона 1992    | індивідуальна шпага | 5     |
| Барселона 1992    | командна шпага      | 1     |
| Атланта 1996      | індивідуальна шпага | 16    |
| Атланта 1996      | командна шпага      | 4     |